# Megachile jamaicae
Megachile jamaicae là một loài Hymenoptera trong họ Megachilidae. Loài này được Raw mô tả khoa học năm 1984.